# ニック・テスタ
ニコラス・テスタ（Nicholas Testa, 1928年6月29日 - 2018年11月16日）は、アメリカ合衆国ニューヨーク州ニューヨーク出身の元プロ野球選手（捕手）。

## 来歴・人物
クリストファー・コロンブス高校卒業後、ニューヨーク大学に進学するも中退し、1946年に、マイナーリーグで野球人生をスタートさせた。1958年4月23日にメジャーデビューを果たしたが、すぐにマイナーに逆戻りした。
1962年に大毎オリオンズに入団。MLB経験のあるNPB捕手は史上初。ディック・ディサとテスタの紹介で入団した、フランク・マニーの両外国人投手の専属捕手的な役割で、マスクを被った。オリオンズおよびマリーンズ球団史において、外国人同士のバッテリーが組まれるのは非常に珍しいことであり、ディサ＆マニー－テスタの後には、28年後の1990年7月28日の対ダイエー戦まで待たなければならなかった（この時は、監督の金田正一の奇策で、本来は野手のマイク・ディアズを初めて捕手として起用し、8回2死から荘勝雄が登板したことにより実現した）。しかし、最終的には打撃の低さがネックとなり、同年限りで退団。その後、1964年まで現役生活を続けたものの、メジャーへの復帰はかなわなかった。
現役引退後は、ニューヨーク市立大学リーマン校のコーチを長く務め、1989年にはシニア・ベースボール・アソシエーション（1990年まで存在した、35歳〈最低32歳〉以上の選手たちによるシーズンオフの野球リーグ戦）のセントルイス・レジェンドの監督も務めた。
大の飛行機嫌いであり、船を利用して来日した。また5月の北海道遠征は一人青函連絡船を利用した。しかし6月の沖縄遠征は飛行機利用以外の手段がなく結果遠征に帯同しなかった。
2018年11月16日に死去。90歳没。

## 詳細情報

### 年度別打撃成績
| 年 度    | 球 団    | 試 合 | 打 席 | 打 数 | 得 点 | 安 打 | 二 塁 打 | 三 塁 打 | 本 塁 打 | 塁 打 | 打 点 | 盗 塁 | 盗 塁 死 | 犠 打 | 犠 飛 | 四 球 | 敬 遠 | 死 球 | 三 振 | 併 殺 打 | 打 率 | 出 塁 率 | 長 打 率 | O P S |
| -------- | -------- | ----- | ----- | ----- | ----- | ----- | -------- | -------- | -------- | ----- | ----- | ----- | -------- | ----- | ----- | ----- | ----- | ----- | ----- | -------- | ----- | -------- | -------- | ----- |
| 1958     | SF       | 1     | 0     | 0     | 0     | 0     | 0        | 0        | 0        | 0     | 0     | 0     | 0        | 0     | 0     | 0     | 0     | 0     | 0     | 0        | ----  | ----     | ----     | ----  |
| 1962     | 大毎     | 57    | 88    | 81    | 5     | 11    | 1        | 0        | 0        | 12    | 5     | 0     | 0        | 2     | 2     | 3     | 0     | 0     | 16    | 4        | .136  | .163     | .148     | .311  |
| MLB：1年 | MLB：1年 | 1     | 0     | 0     | 0     | 0     | 0        | 0        | 0        | 0     | 0     | 0     | 0        | 0     | 0     | 0     | 0     | 0     | 0     | 0        | ----  | ----     | ----     | ----  |
| NPB：2年 | NPB：2年 | 57    | 88    | 81    | 5     | 11    | 1        | 0        | 0        | 12    | 5     | 0     | 0        | 2     | 2     | 3     | 0     | 0     | 16    | 4        | .136  | .163     | .148     | .311  |

### 記録
MLB
- 初出場：1958年4月23日、対セントルイス・カージナルス戦（シールズ・スタジアム）、8回裏にレイ・ジャブロンスキーの代走として出場[4]

NPB
- 初出場：1962年4月8日、対東映フライヤーズ戦（明治神宮野球場）、3番・捕手で先発出場

### 背番号
- 47 （1958年）
- 40 （1962年）